# مانولته
مانولته (اسپانیایی: Manolete‎; ۴ ژوئیهٔ ۱۹۱۷ – ۲۹ اوت ۱۹۴۷) گاوباز شناخته شده اهل اسپانیا بود.
وی در ماه اوت سال ۱۹۴۷ در هنگام مسابقات گاوبازی توسط یک گاو کشته شد.